# 西义一

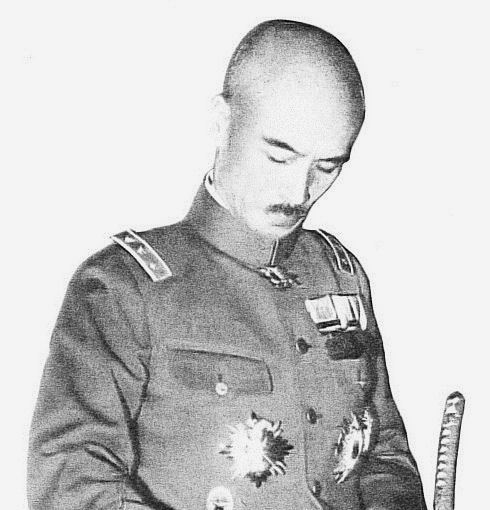
西义一

西义一（1878年1月1日—1941年4月15日）是一名旧日本帝国陆军军官。最终阶级为陆军大将，荣典为正三位勋一等功二级。

## 经历
西义一出生于日本福岛县，为前会津藩家臣西忠义的长子。作为当地望族，其父西忠义曾因其在日高地区开发中的功绩而被受过表彰 ，还在中央担任宫内厅临时编辑局的委员。西义一之弟西义明供职于南满洲铁道公司，曾与犬养健、松本重治以及汪精卫等皆来往频繁 。 
毕业于当地的枥木中学后，西义一考上了陆军士官学校，并于1898年11月作为第10期毕业生中的一员毕业。次年6月，西义一被任命为炮兵中尉。 1902年12月，西义一完成了陆军炮兵学校的进修，随后便以陆军军官的身份被派往第七师团弹药大队就职。日俄战争中，西义一作为第二师团后备野战炮中队长参战。
之后，西义一进入陆军大学校进修，并作为第21期生的一员于1909年12月毕业。完成进修后，西义一历任陆军野战炮兵学校教官、野战炮兵第11联队大队长、东宫武官、侍从武官、陆军野战炮兵学校教育部长，并远赴欧洲考察。 1923年8月，西义一晋升少将，随后转任野战重炮兵第三旅团团长。1928年8月，西义一晋升陆军中将，后任陆军技术本部总务部长、陆军野战炮兵学校校长。1931年8月1日，西义一或任为第八师团师团长。 1932年4月至1934年1月，西义一被派驻到满洲任职。 1934年11月22日，西义一被授予功二级勋一等旭日大授章。之后，西义一被调回日本本土，担任东京警备司令官。1934年11月晋升陆军上将，兼任东部防卫司令官与军事参议官。 在其任职本土期间，东京爆发了二二六事件，西义一也受到冲击。此后，西义一接替遇刺的渡邊錠太郎担任陆军教育总监，但不久后就病倒  。1936年8月，西义一被编入预备役。

## 荣誉
位阶
- 1902年（明治35年）2月20日 - 従七位
- 1923年（大正12年）11月20日 - 正五位
- 1928年（昭和3年）9月1日 - 従四位

勋章
- 1925年（大正14年） 5月10日 -  勋二等瑞宝章[7]
- 1934年（昭和9年）11月22日 -  勳一等旭日大绶章[5]
- 1940年（昭和15年） 8月15日 -  纪元两千六百年庆典纪念章[8]

## 亲族
- 长子 义政（陆军大尉）
- 岳父 野田佑道（陆军主计总监、男爵）
- 女婿 村田正男（陆军大佐）
- 女婿 井本耐吉（检察长）